# Fiáth család
Az eörményesi és karánsebesi nemes és báró Fiáth család egy régi eredetű magyar nemesi, főnemesi család, melynek leszármazottai a mai napig is élnek.

## Története
A Fiáth család Krassó vármegyéből ered, első ismert őse Eörményesi Mihály, aki a XV. században élt. A családból Fiáth József nyert osztrák bárói címet 1857. november 20-án. 1874. április 30-án József fia, Ferenc veszprémi főispán bárói címét Magyarországra is kiterjesztette az uralkodó. A család több tagja is jelentős tisztségeket töltött be, főispánok, tanácsosok és jeles katonák is kikerültek közülük.

## Jelentősebb családtagok
- Fiáth Ferenc (1815-1885) főispán, emlékirat-író
- Fiáth János (1660 körül-1727) hajdúvajda, tanácsos
- Fiáth Miklós (1879-1947) politikus, az állam- és jogtudományok doktora
- Fiáth Pál (1850-1935) kormánybiztos, főispán, tanácsos
- Fiáth Pompejus (1824-1848) huszártiszt
- Fiáth Tibor (1883-1944) huszárkapitány, politikus, agrármérnök az állam- és jogtudományok doktora
- Fiáth Titanilla (1977-) börtönpszichológus, kulturális antropológus.[1]